# SongPop
SongPop war ein Musik-Quizspiel, das vom US-amerikanischen Unternehmen FreshPlanet entwickelt und veröffentlicht wurde. Das Spiel erschien 2012 als Free-to-play-App für Android und iOS veröffentlicht und war auch im Webbrowser über das soziale Netzwerk Facebook spielbar. 2018 wurde das Spiel eingestellt.

## Spielprinzip
SongPop war ein Musik-Quizspiel, in dem es darum ging, schnell den Titel oder Interpreten eines Songs zu bestimmen. Es spielten zwei Spieler gegeneinander. Der Spieler konnte seinen Gegner über das soziale Netzwerk Facebook, per E-Mail, über seinen Nutzernamen oder durch einen Zufallsgenerator bestimmen. Die Spieler wählten aus vorgefertigten Genre-Playlists aus. Aus dieser Playlist wurden nacheinander fünf Songs abgespielt. Während Abspielen eines Songs wurden vier Songtitel oder Interpreten eingeblendet. Der Spieler sollte schnell den richtigen Songtitel oder Interpreten auswählen. Je schneller er das machte, desto mehr Punkte erhielt er. Bonuspunkte gab es auch, falls der Spieler mehrere Songs hintereinander richtig erkannte. Zu jeder Playlist erhielt der Spieler eine Vertrautheitswertung zwischen null und fünf Sternen. Der Spieler startete bei jeder Playlist mit null Sternen, sodass zunächst nur die bekanntesten Songs einer Playlist abgefragt wurden. Je mehr Runden der Spieler mit einer Playlist gewann, desto höher stieg die Vertrautheitswertung und desto mehr Songs wurden abgefragt.
Zu Beginn des Spiels waren nur wenige Playlists spielbar. Weitere Playlists musste der Spieler durch Bezahlen von Münzen freischalten. Diese erhielt er langsam durch Spielen des Spiels oder durch Kaufen mit Echtgeld. Außerdem wurde im Spiel Werbung gezeigt. Eine kostenpflichtige Version des Spiels war werbefrei und hatte von Beginn an mehr freigeschaltete Playlists.

## Veröffentlichung und Einstellung
SongPop wurde von FreshPlanet entwickelt und im Jahr 2012 als Free-to-play-Spiel für Android, iOS und über Facebook auch im Webbrowser veröffentlicht. Im Juli 2012 wurde mit SongPop Premium eine kostenpflichtige Version des Spiels ohne Werbung veröffentlicht.
Im September 2018 führte Apple das Betriebssystem iOS 12 ein. Da SongPop zu diesem inkompatibel war, wurde das Spiel eingestellt. Spieler von SongPop konnten vor der Einstellung des Spiels ihre Playlists auf den Nachfolger SongPop 2 übertragen.

## Rezeption
SongPop erhielt durchschnittliche Wertungen. Der Review-Aggregator Metacritic ermittelte – basierend auf vier Rezensionen – einen Metascore von 65 aus 100 möglichen Punkten.
Pocket Gamer lobte die große Anzahl an Genres und die Vertrautheitsmechanik des Spiels. Kritisiert wurde, dass selbst in der kostenpflichtigen Version des Spiels einige Playlists gekauft werden müssten. Die Zeit kritisierte das ungerechte Punktesystem und die Bonuspunkte, durch die ein schlechterer Spieler gewinnen kann, sowie mehrere Bugs wie das Verschwinden freigeschalteter Playlists. Der CEO von Facebook Mark Zuckerberg sagte zum Spiel: „Song Pop [sic!] ist eines der spaßigsten Facebook-Spiele, das ich in letzter Zeit gespielt habe.“ (“Song Pop is one of the most fun Facebook games I’ve played in a while.”)

### Auszeichnungen
SongPop wurde bei den Webby Awards 2013 in der Kategorie „Social Gaming (Handheld Devices)“ nominiert und wurde in dieser Kategorie mit dem Publikumspreis ausgezeichnet. Bei den British Academy Video Games Awards 2013 wurde das Spiel in der Kategorie „Online – Browser“ ausgezeichnet.

### Downloadzahlen
Laut CEO von FreshPlanet Mathieu Nouzareth war der Erfolg des Spiels in Teilen Mark Zuckerberg zu verdanken. Wenige Stunden nach seiner Empfehlung von SongPop am 21. Juni 2012 schossen die Downloadzahlen des Spiels in die Höhe. So hatte SongPop im Juli 2012 etwa 1,9 Millionen täglich und etwa 5,9 monatlich aktive Nutzer. Bis zur Einstellung des Spiels im Jahr 2018 wurde SongPop über 100 Millionen Mal heruntergeladen.